# 矢量图形编辑器

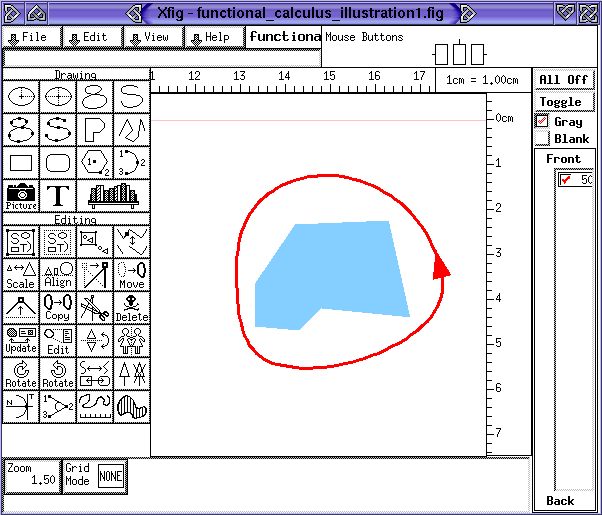
矢量图形编辑器xfig的界面

矢量图形编辑器是一种计算机程序，允许用户在计算机上交互式地编排和编辑矢量图形，并将其保存为许多流行的矢量图形格式之一，如EPS、PDF、WMF、SVG或VML。